# Paradesisa
Paradesisa – rodzaj chrząszczy z rodziny kózkowatych i podrodziny zgrzypikowych. 

## Zasięg występowania
Przedstawiciele tego rodzaju występują na Borneo oraz filipińskiej wyspie Mindanao.

## Systematyka
Do Paradesisa należą 2 gatunki:
- Paradesisa borneensis,
- Paradesisa mindanaonis.